# 11881 Mirstation
11881 Mirstation è un asteroide della fascia principale. Scoperto nel 1990, presenta un'orbita caratterizzata da un semiasse maggiore pari a 2,6558573 UA e da un'eccentricità di 0,1712584, inclinata di 13,67592° rispetto all'eclittica.